# Eduard Wladimirowitsch Moskalenko
Eduard Wladimirowitsch Moskalenko (russisch Эдуард Владимирович Москаленко; * 2. August 1971 in Krasnodar) ist ein ehemaliger russischer Handballspieler.

## Karriere
Eduard Moskalenko lernte mit 13 Jahren das Handballspiel in der Schule. Kurz danach zog er gemeinsam mit Spielmacher Stanislaw Kulintschenko ins Sportinternat Krasnodar. Mit der Nationalmannschaft der RSFSR gewann er die UdSSR-Schüler-Spartakiade 1987 in Tiflis. Da der örtliche Erstligist SKIF Krasnodar keinen Platz für ihn hatte, wechselte er zu Poljot Tscheljabinsk, bei dem er von 1990 bis 1997 in der Superliga auflief. Nach einer Saison bei Istochnik Rostow, mit dem er russischer Vizemeister wurde, wechselte der 1,89 m große Kreisläufer zum deutschen Zweitligisten VfL Hameln, wo mit Waleri Gopin, Wassili Kudinow und Viktor Tchikoulaev bereits drei Russen spielten. Nach dem verpassten Wiederaufstieg ging der Linkshänder 1999 zum isländischen Erstligisten Stjarnan, bei dem Dmitri Filippow unter Vertrag stand. Er erhielt ein Angebot über acht Jahre, entschied sich aber dagegen und wechselte nach Frankreich. Ab 2001 lief er für den Chambéry Savoie HB auf, mit dem er 2002, 2003 und 2006 französischer Vizemeister wurde und 2002 die Coupe de la Ligue gewann. In der Saison 2011/12 gab er ein kurzes Comeback, als er für ParisSaint-Germain und Sélestat AHB jeweils ein Spiel bestritt. In der Saison 2015/16 sprang er bei der zweiten Mannschaft von Chambéry noch einmal für eine Partie in der dritten Liga ein.
Mit der russischen Nationalmannschaft gewann Moskalenko bei der Europameisterschaft 2000 die Silbermedaille. Kurz vor den Olympischen Spielen 2000 wurde er aus dem Olympiakader gestrichen. Russland gewann ohne ihn die Goldmedaille. Zur Weltmeisterschaft 2003 kehrte er ins Aufgebot zurück. Insgesamt bestritt er 92 Länderspiele.

## Privates
Moskalenko arbeitet mit seinem Bruder in Russland als Landwirt. Seine Familie lebt in Chambéry. Ein Sohn spielt Handball, der andere Eishockey. Seine Tochter ist mit dem Handballtorwart Julien Meyer verheiratet.